# Departamento de Policía de Austin
Departamento de Policía de Austin o el Austin Police Department (APD) es el principal organismo de aplicación de la ley en Austin, Texas, Estados Unidos. En 2007, el Organismo tenía un presupuesto anual de más de $183 millones y empleó a alrededor de 2.000 efectivos, incluidos alrededor de 1.400 agentes. El Asistente del Patrulla de Caminos de California, Art Acevedo fue designado jefe de policía en junio de 2007 y ejerciendo el 19 de julio de 2007; él es el octavo jefe en la historia del APD.

## Unidades especializadas
- Descentralización de Investigaciones
- Unidad de Interdicción de Robo de Auto
- Unidad de Abuso Infantil
- Equipo de Aplicación de Fuerza DWI
- Equipo de Protección de Violencia Familiar
- Unidad de Delitos Financieros
- Unidad de supresión de pandillas
- Unidad de Delitos de Alta Tecnología
- Homicidio
- Homicidio: Unidad de Caso Cerrado
- Unidad de homicidio vehicular
- Asuntos Internos
- Unidad de Investigaciones Especiales
- Reclutamiento
- Unidad de Delitos Sexuales
- Eventos Especiales de Unidad
- Servicios para Víctimas
- SWAT
- Eliminación de explosivos
- Unidad de Trata de Seres Humanos

## Divisiones de patrulla
- Comando de Zona Noroeste
- Comando de Zona Norte Central
- Comando de Zona Noreste
- Comando de Zona Centro-Oeste
- Centro de Comando de Zona
- Comando de Zona Central Este
- Comando de Zona Suroeste
- Comando de Zona Centro Sur
- Comando de Zona Sureste
- Ejecución de comandos a autopistas

## Instalaciones

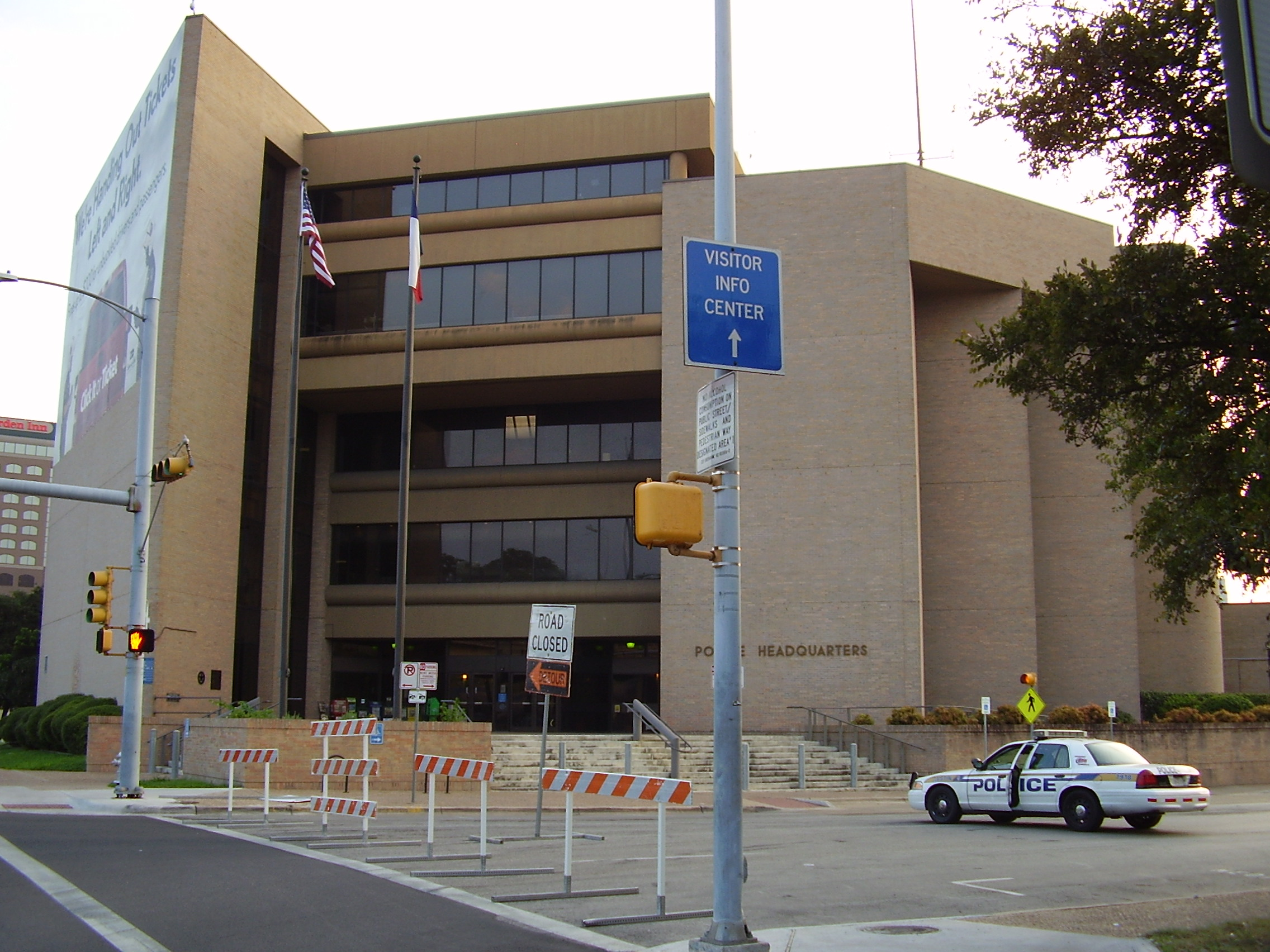
Sede
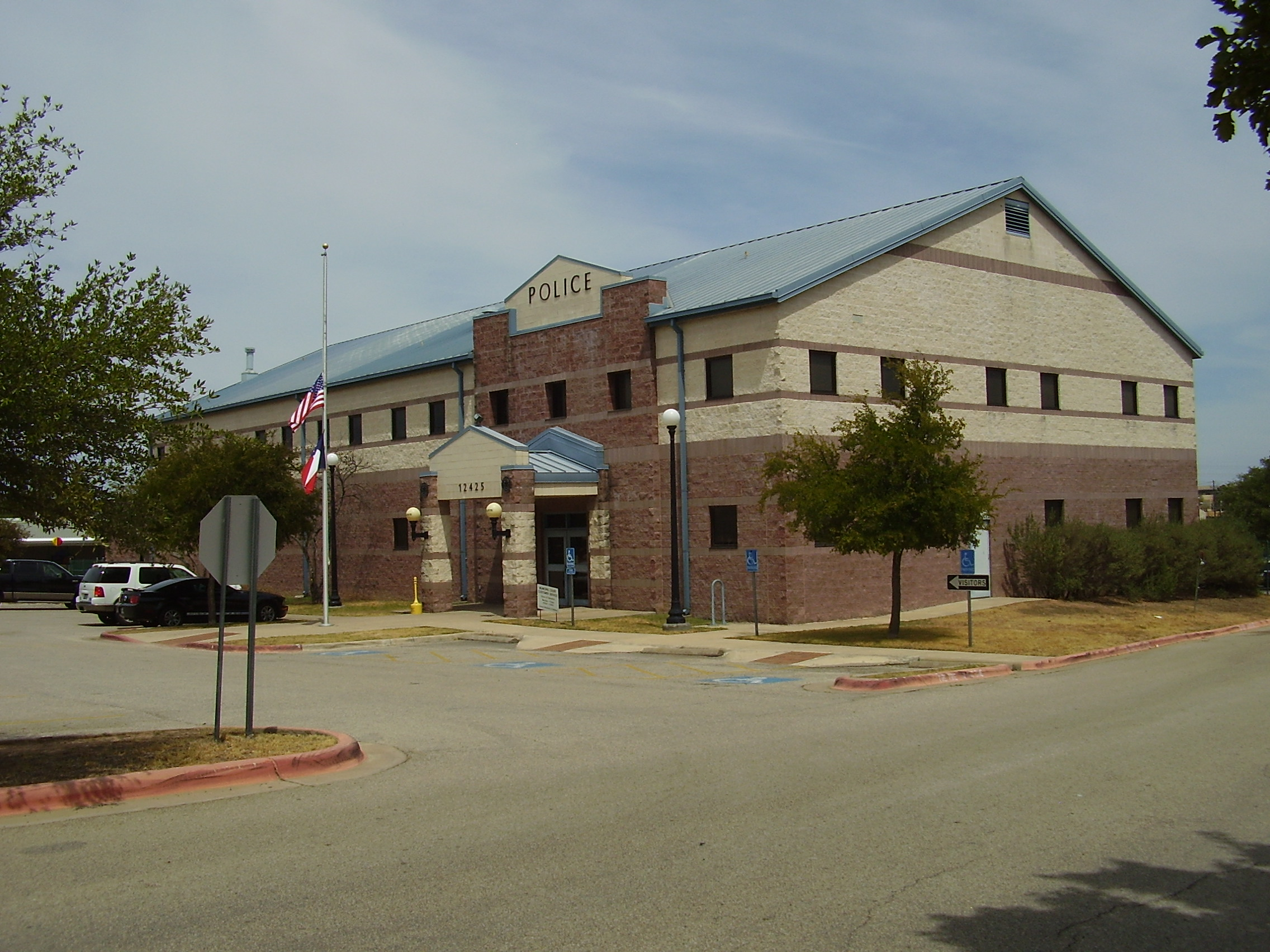
Estacion norte
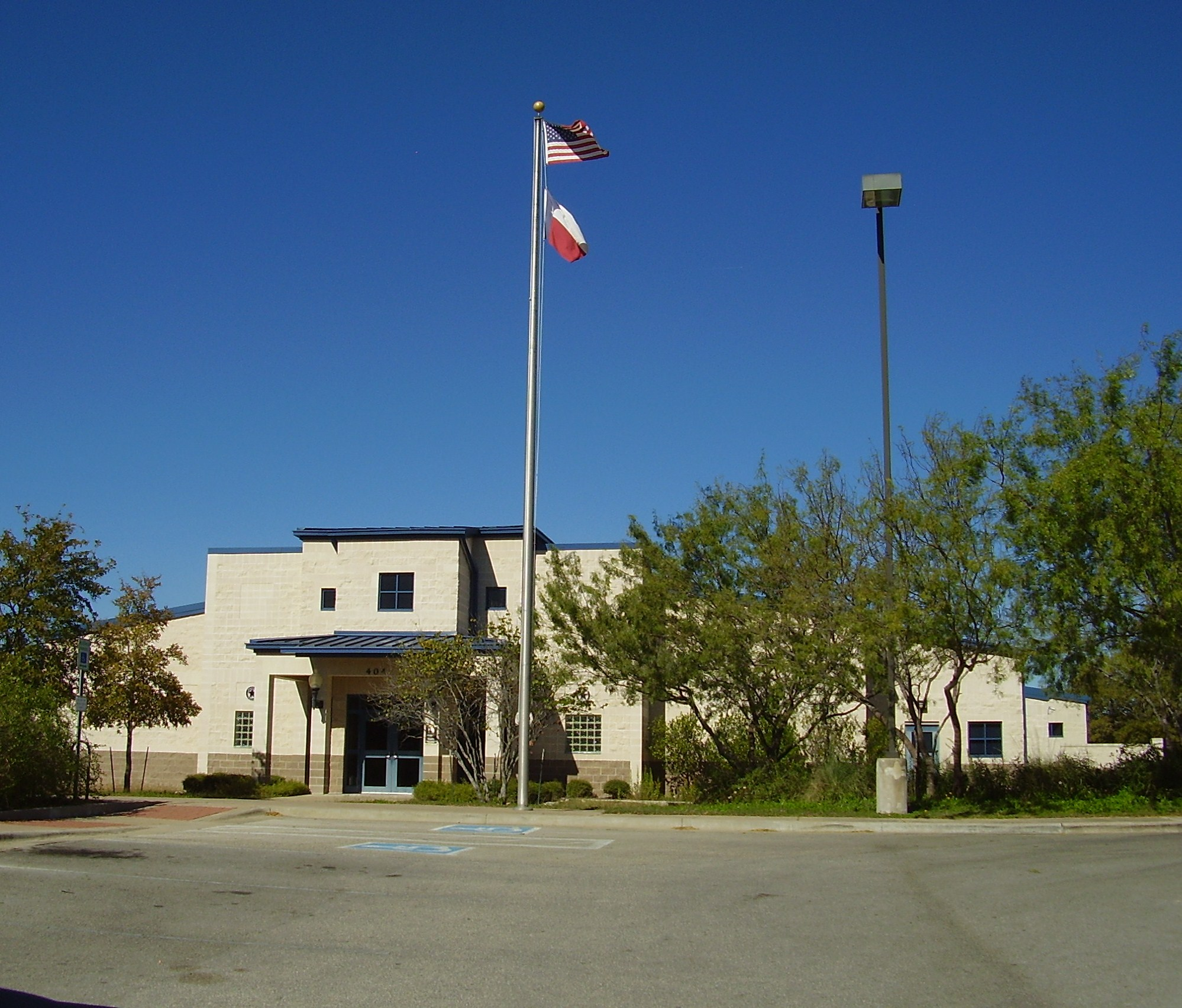
Estacion Clinton Warren Hunter Austin Police South
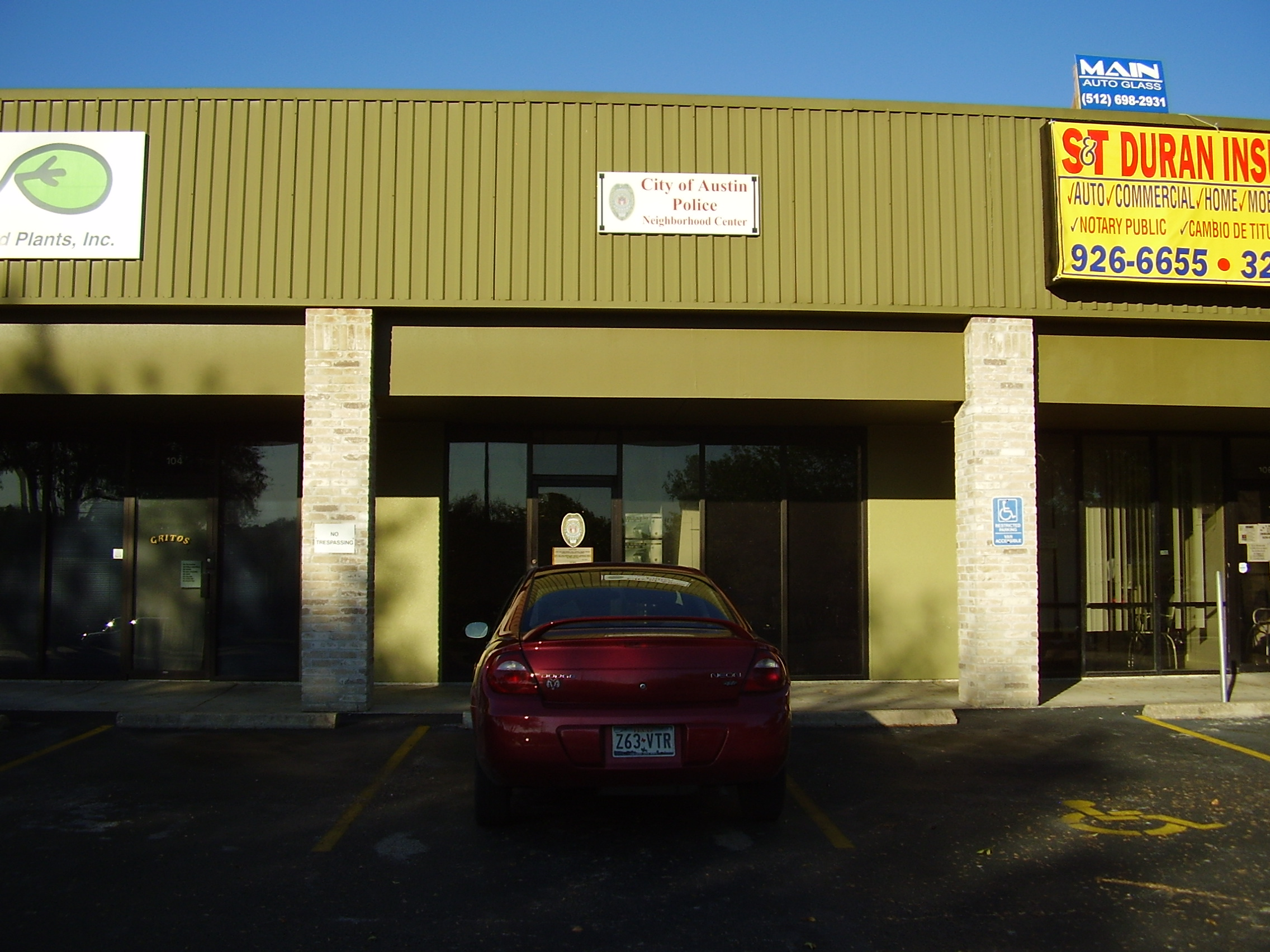
Loyola Neighborhood Center